# Keane

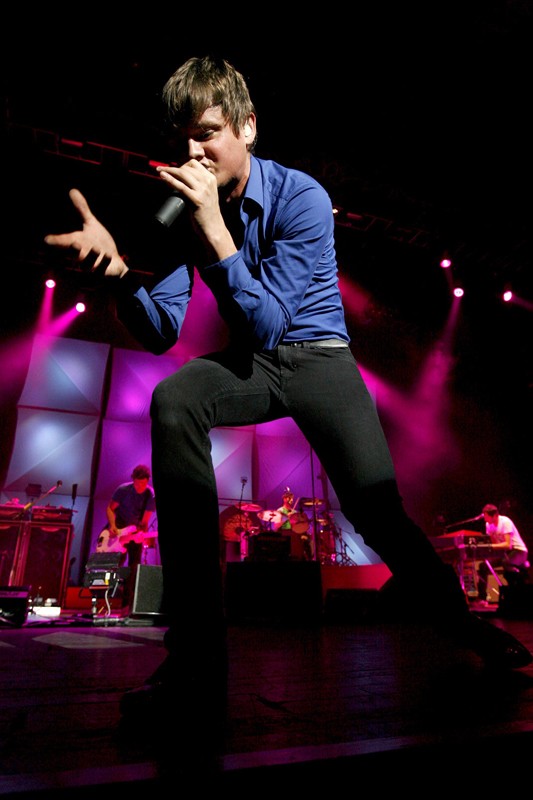
Tom Chaplin bei einem Auftritt (2008)

Keane sind eine britische Pop-Rockband, die 1995 in Battle, East Sussex gegründet wurde.

## Geschichte
Tom Chaplin, Tim Rice-Oxley und Richard Hughes wuchsen in Battle auf und gingen zusammen zur Schule. 1995 gründete Rice-Oxley zusammen mit Dominic Scott die Band The Lotus Eaters, zu welcher bald Richard Hughes stieß. 1997 schloss sich Tom Chaplin an, und die Band wurde zunächst in Cherry Keane, letztendlich in Keane umbenannt. 2000 und 2001 veröffentlichte die Gruppe die Singles Call Me What You Like und Wolf at the Door, die allerdings nur in einer kleinen Auflage  veröffentlicht wurden. Unterdessen verließ Dominic Scott die Band.
2002 spielte das Trio zwei Akustikkonzerte in kleinen Bars, bei denen Simon Williams anwesend war, der Plattenchef von Fierce Panda, welche unter anderem die Bands Coldplay, Idlewild und Supergrass unter Vertrag haben. Er bot ihnen die Aufnahme einer Single an. So erschien Everybody’s Changing, und bald darauf traten Keane bei den Radiosendern BBC und Xfm auf. Die Sunday Times und NME lobten die Newcomer und verhalfen der Band so zu mehr Bekanntheit in der breiten Öffentlichkeit. 2004 erschien das Major-Label-Debütalbum Hopes and Fears bei Island Records, aus dem die Single Somewhere Only We Know ausgekoppelt wurde. Aufgrund der großen Beliebtheit des Songs wird der Titel zurzeit noch immer für Fernsehproduktionen verwendet; er ist sogar in der Folge Grenzen (Staffel 1) der Erfolgsserie Grey’s Anatomy zu hören. Im Jahr 2005 erhielten Keane für dieses Album zwei BRIT Awards für das Beste britische Album und den British breakthrough act award. Auch in Deutschland gelang der Band der Sprung in die Charts und auf die Bühnen großer Musikfestivals.
Im Sommer 2006 erschien das zweite Album Under the Iron Sea, das deutlich experimentierfreudiger und komplexer klingt als der Vorgänger. Die Singles Is It Any Wonder? sowie Crystal Ball verhalfen Keane zu einem noch größeren Bekanntheitsgrad, auch außerhalb Großbritanniens. Der Song Nothing in My Way ist außerdem u. a. Titellied zu dem Spiel FIFA 07.
Nachdem der Sänger Tom Chaplin sich im Herbst 2006 für einige Wochen in eine Entzugsklinik einweisen ließ, musste die Nordamerika-Tournee abgesagt werden. Nach etwa zweimonatiger Unterbrechung setzte das Trio seine Tour fort. Die Band wäre an dieser Krise beinahe zerbrochen, zumal Chaplin während einer Konzerttour in Japan, ohne die Band oder das Management zu informieren, die Band verließ und in ein Flugzeug nach England stieg. Die gesamte Nordamerika-Tournee wurde abgesagt und es kam in der späteren Zeit zu keinem adäquaten Ersatzprogramm mehr. Keane traten ebenfalls bei den Wohltätigkeits-Musik-Veranstaltungen Live 8 und Live Earth auf.
2007 steuerten Keane den Titelsong Try Again zum Film One Way bei.
Am 13. Oktober 2008 wurde das dritte Album Perfect Symmetry veröffentlicht. Im November 2008 spielten Keane live in drei deutschen Städten. Während der Tour wurde Keane unter anderem von Jesse Quin, einem englischen Musiker, begleitet.
Am 10. Mai 2010 erschien die EP Night Train, für die Keane mit dem Rapper K’naan zwei Stücke aufgenommen haben. Zudem beinhaltet die EP eine Cover-Version des Liedes You’ve Got to Help Yourself von Yellow Magic Orchestra.
Am 3. Februar 2011 wurde bekanntgegeben, dass Jesse Quin der Band beigetreten ist.
International am 7. Mai 2012 veröffentlicht erschien das vierte Studioalbum Strangeland in Deutschland bereits am 4. Mai 2012. Während Perfect Symmetry noch einem experimentellen Ausflug glich, kehrte die vierköpfige Band nun zum Erfolgsrezept der ersten beiden Alben zurück und baut erneut auf eingängige Klaviermelodien ganz im Stile des Piano Pop/Rocks. Infolge ihrer Welttournee lassen sich aber auch neue Einflüsse, besonders aus dem asiatischen Raum, erkennen. Das Album kletterte in den deutschen Charts bis auf den 5. Platz und stieg noch in der ersten Woche in den englischen Charts direkt auf Platz 1 ein.
Am 6. Juni 2019 brachte die Band eine neue Single mit dem Namen The Way I Feel auf den Markt und kündigte die Veröffentlichung des fünften Studioalbums Cause and Effect für den 20. September gleichen Jahres an.

## Diskografie

### Studioalben
| Jahr | Titel              | Höchstplatzierung, Gesamtwochen, AuszeichnungChartplatzierungen (Jahr, Titel, Platzierungen, Wochen, Auszeichnungen, Anmerkungen) | Höchstplatzierung, Gesamtwochen, AuszeichnungChartplatzierungen (Jahr, Titel, Platzierungen, Wochen, Auszeichnungen, Anmerkungen) | Höchstplatzierung, Gesamtwochen, AuszeichnungChartplatzierungen (Jahr, Titel, Platzierungen, Wochen, Auszeichnungen, Anmerkungen) | Höchstplatzierung, Gesamtwochen, AuszeichnungChartplatzierungen (Jahr, Titel, Platzierungen, Wochen, Auszeichnungen, Anmerkungen) | Höchstplatzierung, Gesamtwochen, AuszeichnungChartplatzierungen (Jahr, Titel, Platzierungen, Wochen, Auszeichnungen, Anmerkungen) | Anmerkungen                              |
| Jahr | Titel              | DE | AT | CH | UK | US | Anmerkungen                              |
| ---- | ------------------ | --- | --- | --- | --- | --- | ---------------------------------------- |
| 2004 | Hopes and Fears    | DE30 Gold · (40 Wo.)DE | AT18 Gold · (35 Wo.)AT | CH22 Platin · (72 Wo.)CH | UK1 ×9Neunfachplatin · (130 Wo.)UK                                                                                                | US45 Platin · (54 Wo.)US | Erstveröffentlichung: 10. Mai 2004       |
| 2006 | Under the Iron Sea | DE3 Gold · (19 Wo.)DE | AT4 (13 Wo.)AT | CH2 Gold · (16 Wo.)CH | UK1 ×3Dreifachplatin · (41 Wo.)UK                                                                                                 | US4 Gold · (14 Wo.)US | Erstveröffentlichung: 12. Juni 2006      |
| 2008 | Perfect Symmetry   | DE10 (6 Wo.)DE | AT22 (4 Wo.)AT | CH6 (9 Wo.)CH | UK1 Platin · (26 Wo.)UK | US7 (6 Wo.)US | Erstveröffentlichung: 13. Oktober 2008   |
| 2012 | Strangeland        | DE5 (6 Wo.)DE | AT20 (4 Wo.)AT | CH3 (12 Wo.)CH | UK1 Gold · (26 Wo.)UK | US17 (4 Wo.)US | Erstveröffentlichung: 4. Mai 2012        |
| 2019 | Cause and Effect   | DE16 (2 Wo.)DE | AT56 (1 Wo.)AT | CH18 (3 Wo.)CH | UK2 Silber · (7 Wo.)UK | — | Erstveröffentlichung: 20. September 2019 |

### Livealben
- 2006: Live 06
- 2008: Live Recordings: European Tour 2008

### Kompilationen
| Jahr | Titel       | Höchstplatzierung, Gesamtwochen, AuszeichnungChartplatzierungen (Jahr, Titel, Platzierungen, Wochen, Auszeichnungen, Anmerkungen) | Höchstplatzierung, Gesamtwochen, AuszeichnungChartplatzierungen (Jahr, Titel, Platzierungen, Wochen, Auszeichnungen, Anmerkungen) | Höchstplatzierung, Gesamtwochen, AuszeichnungChartplatzierungen (Jahr, Titel, Platzierungen, Wochen, Auszeichnungen, Anmerkungen) | Anmerkungen                             |
| Jahr | Titel       | DE | CH | UK | Anmerkungen                             |
| ---- | ----------- | --- | --- | --- | --------------------------------------- |
| 2013 | The Best Of | DE49 (1 Wo.)DE | CH66 (1 Wo.)CH | UK10 Platin · (17 Wo.)UK | Erstveröffentlichung: 11. November 2013 |

### EPs
| Jahr | Titel       | Höchstplatzierung, Gesamtwochen, AuszeichnungChartplatzierungen (Jahr, Titel, Platzierungen, Wochen, Auszeichnungen, Anmerkungen) | Höchstplatzierung, Gesamtwochen, AuszeichnungChartplatzierungen (Jahr, Titel, Platzierungen, Wochen, Auszeichnungen, Anmerkungen) | Höchstplatzierung, Gesamtwochen, AuszeichnungChartplatzierungen (Jahr, Titel, Platzierungen, Wochen, Auszeichnungen, Anmerkungen) | Höchstplatzierung, Gesamtwochen, AuszeichnungChartplatzierungen (Jahr, Titel, Platzierungen, Wochen, Auszeichnungen, Anmerkungen) | Anmerkungen                        |
| Jahr | Titel       | DE | CH | UK | US | Anmerkungen                        |
| ---- | ----------- | --- | --- | --- | --- | ---------------------------------- |
| 2010 | Night Train | DE65 (1 Wo.)DE | CH23 (4 Wo.)CH | UK1 Silber · (7 Wo.)UK | US25 (3 Wo.)US | Erstveröffentlichung: 10. Mai 2010 |

Weitere EPs
- 2005: Live Recordings 2004
- 2008: Retrospective EP
- 2009: The Cherrytree Sessions
- 2010: Retrospective EP2
- 2010: iTunes Festival: London 2010
- 2013: Amazon Artist Lounge: Keane Live from London
- 2021: Dirt

### Singles
| Jahr | Titel Album                            | Höchstplatzierung, Gesamtwochen, AuszeichnungChartplatzierungen (Jahr, Titel, Album, Platzierungen, Wochen, Auszeichnungen, Anmerkungen) | Höchstplatzierung, Gesamtwochen, AuszeichnungChartplatzierungen (Jahr, Titel, Album, Platzierungen, Wochen, Auszeichnungen, Anmerkungen) | Höchstplatzierung, Gesamtwochen, AuszeichnungChartplatzierungen (Jahr, Titel, Album, Platzierungen, Wochen, Auszeichnungen, Anmerkungen) | Höchstplatzierung, Gesamtwochen, AuszeichnungChartplatzierungen (Jahr, Titel, Album, Platzierungen, Wochen, Auszeichnungen, Anmerkungen) | Höchstplatzierung, Gesamtwochen, AuszeichnungChartplatzierungen (Jahr, Titel, Album, Platzierungen, Wochen, Auszeichnungen, Anmerkungen) | Anmerkungen                                      |
| Jahr | Titel Album                            | DE | AT | CH | UK | US | Anmerkungen                                      |
| ---- | -------------------------------------- | --- | --- | --- | --- | --- | ------------------------------------------------ |
| 2004 | Somewhere Only We Know Hopes and Fears | DE55 Platin · (9 Wo.)DE | — | — | UK3 ×3Dreifachplatin · (27 Wo.)UK | US50 ×2Doppelplatin · (11 Wo.)US | Erstveröffentlichung: 16. Februar 2004           |
| 2004 | Everybody’s Changing Hopes and Fears   | DE60 (8 Wo.)DE | — | CH24 (19 Wo.)CH | UK4 Platin · (15 Wo.)UK | — | Erstveröffentlichung: 4. Mai 2004                |
| 2004 | Bedshaped Hopes and Fears              | DE61 (6 Wo.)DE | — | — | UK10 Silber · (9 Wo.)UK | — | Erstveröffentlichung: 16. August 2004            |
| 2004 | This Is the Last Time Hopes and Fears  | DE84 (4 Wo.)DE | — | — | UK18 Silber · (6 Wo.)UK | — | Erstveröffentlichung: 22. November 2004          |
| 2005 | Bend and Break Hopes and Fears         | DE95 (3 Wo.)DE | — | — | — | — | Erstveröffentlichung: 25. Juli 2005              |
| 2006 | Is It Any Wonder? Under the Iron Sea   | DE61 (9 Wo.)DE | AT47 (14 Wo.)AT | CH28 (18 Wo.)CH | UK3 Silber · (20 Wo.)UK | US78 (8 Wo.)US | Erstveröffentlichung: 29. Mai 2006               |
| 2006 | Crystal Ball Under the Iron Sea        | DE64 (8 Wo.)DE | — | — | UK20 (7 Wo.)UK | — | Erstveröffentlichung: 21. August 2006            |
| 2006 | Nothing in My Way Under the Iron Sea   | — | — | — | UK19 (6 Wo.)UK | — | Erstveröffentlichung: 30. Oktober 2006           |
| 2007 | A Bad Dream Under the Iron Sea         | — | — | — | UK23 (4 Wo.)UK | — | Erstveröffentlichung: 22. Januar 2007            |
| 2007 | Try Again Under the Iron Sea           | DE39 (7 Wo.)DE | — | CH83 (2 Wo.)CH | — | — | Erstveröffentlichung: 9. Februar 2007            |
| 2008 | Spiralling Perfect Symmetry            | DE83 (1 Wo.)DE | — | — | UK23 (18 Wo.)UK | — | Erstveröffentlichung: 4. August 2008             |
| 2008 | The Lovers Are Losing Perfect Symmetry | — | — | — | UK52 (3 Wo.)UK | — | Erstveröffentlichung: 20. Oktober 2008           |
| 2010 | Stop for a Minute Night Train          | — | — | — | UK40 (3 Wo.)UK | — | Erstveröffentlichung: 5. April 2010 feat. K’naan |
| 2012 | Silenced by the Night Strangeland      | — | — | — | UK46 (3 Wo.)UK | — | Erstveröffentlichung: 13. März 2012              |
| 2012 | Sovereign Light Café Strangeland       | — | — | — | UK74 (1 Wo.)UK | — | Erstveröffentlichung: 23. Juli 2012              |

Weitere Singles
- 2000: Call Me What You Like
- 2001: Wolf at the Door
- 2006: Atlantic
- 2008: Perfect Symmetry
- 2009: Better Than This
- 2012: Disconnected
- 2013: Higher Than the Sun
- 2014: Won’t Be Broken
- 2016: Tear Up This Town
- 2019: The Way I Feel
- 2019: Love Too Much

### Videoalben
- 2005: Strangers (UK: Gold)

## Auszeichnungen für Musikverkäufe
| Goldene Schallplatte - Argentinien - 2006: für das Album Under the Iron Sea - Brasilien - 2024: für die Single Everybody’s Changing - Dänemark - 2007: für das Album Under the Iron Sea - 2007: für die Single Crystal Ball - Ecuador - 2019: für die Single The Way I Feel - Italien - 2023: für das Album Hopes and Fears - Kolumbien - 2019: für die Single The Way I Feel - Mexiko - 2005: für das Album Hopes and Fears - Niederlande - 2006: für das Album Under the Iron Sea - Peru - 2019: für die Single The Way I Feel - Portugal - 2006: für das Album Under the Iron Sea - Spanien - 2006: für das Album Under the Iron Sea - 2025: für die Single This Is the Last Time | Platin-Schallplatte - Argentinien - 2004: für das Album Hopes and Fears - Belgien - 2006: für das Album Hopes and Fears - Brasilien - 2024: für die Single Somewhere Only We Know - Dänemark - 2024: für die Single Somewhere Only We Know - Europa - 2006: für das Album Under the Iron Sea - Frankreich - 2005: für das Album Hopes and Fears - Irland - 2006: für das Album Under the Iron Sea - Italien - 2024: für die Single Everybody’s Changing - Kanada - 2005: für das Album Hopes and Fears - Neuseeland - 2022: für das Album Hopes and Fears - Niederlande - 2005: für das Album Hopes and Fears - Spanien - 2005: für das Album Hopes and Fears - 2024: für die Single Everybody’s Changing | 2× Platin-Schallplatte - Dänemark - 2024: für das Album Hopes and Fears - Italien - 2024: für die Single Somewhere Only We Know - Norwegen - 2005: für das Album Hopes and Fears - Portugal - 2006: für das Album Hopes and Fears 3× Platin-Schallplatte - Neuseeland - 2024: für die Single Somewhere Only We Know - Spanien - 2024: für die Single Somewhere Only We Know 4× Platin-Schallplatte - Europa - 2007: für das Album Hopes and Fears - Portugal - 2024: für die Single Somewhere Only We Know 5× Platin-Schallplatte - Irland - 2005: für das Album Hopes and Fears |

Anmerkung: Auszeichnungen in Ländern aus den Charttabellen bzw. Chartboxen sind in ebendiesen zu finden.
| Land/RegionAuszeichnungen für Musikverkäufe (Land/Region, Auszeichnungen, Verkäufe, Quellen) | Silber     | Gold       | Platin       | Verkäufe    | Quellen              |
| -------------------------------------------------------------------------------------------- | ---------- | ---------- | ------------ | ----------- | -------------------- |
| Argentinien (CAPIF)                                                                          | —          | Gold1      | Platin1      | 60.000      | capif.org.arg        |
| Belgien (BRMA)                                                                               | —          | —          | Platin1      | 50.000      | ultratop.be          |
| Brasilien (PMB)                                                                              | —          | Gold1      | Platin1      | 90.000      | pro-musicabr.org.br  |
| Dänemark (IFPI)                                                                              | —          | 2× Gold2   | 3× Platin3   | 157.500     | ifpi.dk DK2          |
| Deutschland (BVMI)                                                                           | —          | 2× Gold2   | Platin1      | 550.000     | musikindustrie.de    |
| Ecuador (SOPROFON)                                                                           | —          | Gold1      | —            | 3.000       | Einzelnachweise      |
| Europa (IFPI)                                                                                | —          | —          | 5× Platin5   | (5.000.000) | ifpi.org             |
| Frankreich (SNEP)                                                                            | —          | —          | Platin1      | 300.000     | infodisc.fr          |
| Irland (IRMA)                                                                                | —          | —          | 6× Platin6   | 90.000      | irishcharts.ie       |
| Italien (FIMI)                                                                               | —          | Gold1      | 3× Platin3   | 325.000     | fimi.it              |
| Kanada (MC)                                                                                  | —          | —          | Platin1      | 100.000     | musiccanada.com      |
| Kolumbien (ASINCOL)                                                                          | —          | Gold1      | —            | 5.000       | Einzelnachweise      |
| Mexiko (AMPROFON)                                                                            | —          | Gold1      | —            | 50.000      | amprofon.com.mx      |
| Neuseeland (RMNZ)                                                                            | —          | —          | 4× Platin4   | 105.000     | radioscope.co.nz NZ2 |
| Niederlande (NVPI)                                                                           | —          | Gold1      | Platin1      | 115.000     | nvpi.nl              |
| Norwegen (IFPI)                                                                              | —          | —          | 2× Platin2   | 80.000      | ifpi.no              |
| Österreich (IFPI)                                                                            | —          | Gold1      | —            | 15.000      | ifpi.at              |
| Peru (UNIMPRO)                                                                               | —          | Gold1      | —            | 3.000       | Einzelnachweise      |
| Portugal (AFP)                                                                               | —          | Gold1      | 6× Platin6   | 140.000     | Einzelnachweise      |
| Schweiz (IFPI)                                                                               | —          | Gold1      | Platin1      | 55.000      | hitparade.ch         |
| Spanien (Promusicae)                                                                         | —          | 2× Gold2   | 5× Platin5   | 410.000     | elportaldemusica.es  |
| Vereinigte Staaten (RIAA)                                                                    | —          | Gold1      | 3× Platin3   | 3.500.000   | riaa.com             |
| Vereinigtes Königreich (BPI)                                                                 | 5× Silber5 | 2× Gold2   | 18× Platin18 | 7.745.000   | bpi.co.uk            |
| Insgesamt                                                                                    | 5× Silber5 | 20× Gold20 | 63× Platin63 |             |                      |